# Rock de Estados Unidos

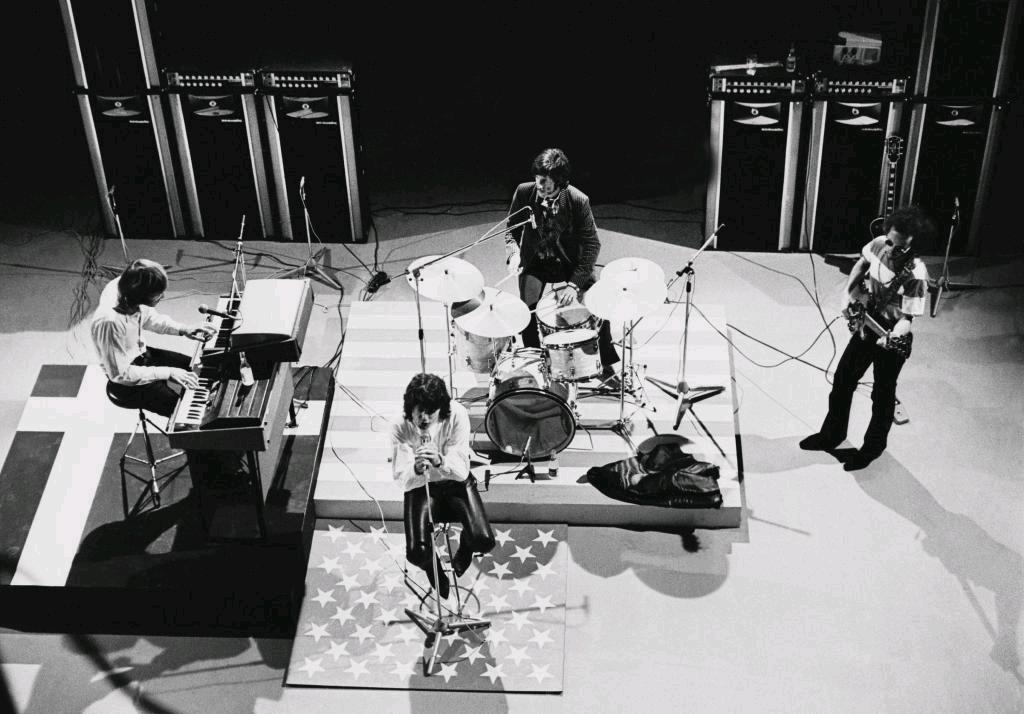
Doors

El rock estadounidense, es el rock de los Estados Unidos de América, a menudo se confunde con la historia general del rock. 
De hecho muchos géneros e innovaciones se nace y se desarrolla de la influencia de otros países, entre ellos el Reino Unido y otros países europeos.

## El nacimiento del rock estadounidense
El rock  nació en la mitad del siglo XX en el sur de Estados Unidos. Los principales pioneros son  Elvis Presley, Bill Haley, Chuck Berry y Bo Diddley. Música popular de la juventud, pero mal visto por los conservadores tiene sus raíces en el blues y el country, y está precedida por el rhythm and blues, que contiene los mismos elementos.

## Artistas y grupos
Aquí está una lista de todos los artistas y grupos de rock más conocidos nacidos en Estados Unidos. El lugar de nacimiento o la formación de grupos roqueros se indica entre paréntesis.

### Artistas (cantantes, guitarristas ...)
| 1. Chuck Berry (St Louis) 2. Jeff Buckley 3. Jimi Hendrix 4. Johnny Winter 5. Eddie Cochran (Los Ángeles) 6. Chris Cornell (Seattle) 7. Bob Dylan (Minnesota) 8. Janis Joplin 9. John Frusciante (Nueva York) 10. Bill Haley (Chicago) 11. Buddy Holly 12. Johnny Cash | 1. Jimi Hendrix (Seattle) 2. Lenny Kravitz (Nueva York) 3. Lou Reed 4. Jerry Lee Lewis 5. Little Richard 6. Tom Petty 7. Elvis Presley (Mississipi) 8. Carlos Santana 9. Bruce Springsteen (Freehold, New Jersey) 10. Ted Nugent |